# Cabinet Börner III
Land de Hesse
Börner II Wallmann
Le cabinet Börner III (en allemand : Kabinett Börner III) est le gouvernement du Land de Hesse entre le 4 juillet 1984 et le 24 avril 1987, durant la onzième législature du Landtag.

## Majorité et historique
Dirigé par le ministre-président social-démocrate sortant Holger Börner, ce gouvernement est constitué et soutenu par une « coalition rouge-verte » entre le Parti social-démocrate d'Allemagne (SPD) et Les Verts (Grünen). Ensemble, ils disposent de 58 députés sur 110, soit 52,7 % des sièges du Landtag de Hesse.
Il est formé à la suite des élections régionales anticipées du 25 septembre 1983 et succède au cabinet Börner II, initialement constitué et soutenu par une « coalition sociale-libérale » entre le SPD et le Parti libéral-démocrate (FDP). Après les élections régionales du 26 septembre 1982, l'exclusion du FDP du Parlement régional, l'émergence des Grünen et le refus du SPD de céder la direction du gouvernement à l'Union chrétienne-démocrate d'Allemagne (CDU) ont conduit à un blocage politique, qui s'est résolu par de nouvelles élections. Lors de ce scrutin, les libéraux sont revenus au Landtag mais ont refusé de renouer une alliance avec les sociaux-démocrates. Börner a alors accepté de former un gouvernement minoritaire toléré par les écologistes, avant de former une coalition majoritaire en décembre 1985.
Finalement, du fait de désaccords au sujet de l'énergie nucléaire, la coalition a été rompue en février 1987. De nouvelles élections anticipées ont été convoquées le 5 avril suivant et se sont soldées par une courte majorité en faveur d'une « coalition noire-jaune » entre la CDU et le FDP. Le ministre fédéral de l'Environnement Walter Wallmann, chef de file chrétien-démocrate, a ainsi formé son gouvernement.

## Composition

### Initiale (4 juillet 1984)
- Les nouveaux ministres sont indiqués en gras, ceux ayant changé d'attributions en italique.

| Poste                                                                  | Titulaire | Titulaire           | Parti |
| ---------------------------------------------------------------------- | --------- | ------------------- | ----- |
| Ministre-président                                                     |           | Holger Börner       | SPD   |
| Vice-ministre-président Ministre des Finances                          |           | Hans Krollmann      | SPD   |
| Ministre de l'Intérieur                                                |           | Horst Winterstein   | SPD   |
| Ministre de la Justice                                                 |           | Herbert Günther     | SPD   |
| Ministre du Travail, de l'Environnement et des Affaires sociales       |           | Armin Clauss        | SPD   |
| Ministre de l'Éducation                                                |           | Karl Schneider (de) | SPD   |
| Ministre de la Science et de la Culture                                |           | Vera Rüdiger        | SPD   |
| Ministre de l'Agriculture, des Forêts et de la Protection de la Nature |           | Willi Görlach       | SPD   |
| Ministre de l'Économie et de la Technologie                            |           | Ulrich Steger       | SPD   |

### Remaniement du 12 décembre 1985
- Les nouveaux ministres sont indiqués en gras, ceux ayant changé d'attributions en italique.

| Poste                                         | Titulaire | Titulaire           | Parti  |
| --------------------------------------------- | --------- | ------------------- | ------ |
| Ministre-président                            |           | Holger Börner       | SPD    |
| Vice-ministre-président Ministre des Finances |           | Hans Krollmann      | SPD    |
| Ministre de l'Intérieur                       |           | Horst Winterstein   | SPD    |
| Ministre de la Justice                        |           | Herbert Günther     | SPD    |
| Ministre du Travail et des Affaires sociales  |           | Armin Clauss        | SPD    |
| Ministre de l'Éducation                       |           | Karl Schneider (de) | SPD    |
| Ministre de la Science et de la Culture       |           | Vera Rüdiger        | SPD    |
| Ministre de l'Environnement et de l'Énergie   |           | Joschka Fischer     | Grünen |
| Ministre de l'Agriculture et des Forêts       |           | Willi Görlach       | SPD    |
| Ministre de l'Économie et de la Technologie   |           | Ulrich Steger       | SPD    |